# Livarot
Livarot je francouzská obec v departementu Calvados v regionu Normandie. V roce 2012 zde žilo 2 183 obyvatel. Je centrem kantonu Livarot.

## Sousední obce
La Brévière, Heurtevent, Le Mesnil-Bacley, Le Mesnil-Durand, Saint-Martin-du-Mesnil-Oury, Saint-Michel-de-Livet, Saint-Ouen-le-Houx, Sainte-Marguerite-des-Loges

## Vývoj počtu obyvatel
Počet obyvatel